# Гірничий комбайн

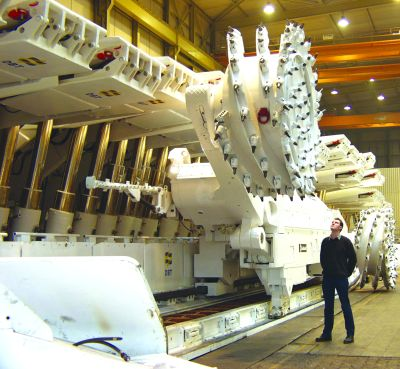
Гірниче обладнання для потужних лав: гідравлічне кріплення, комбайн і конвеєр.

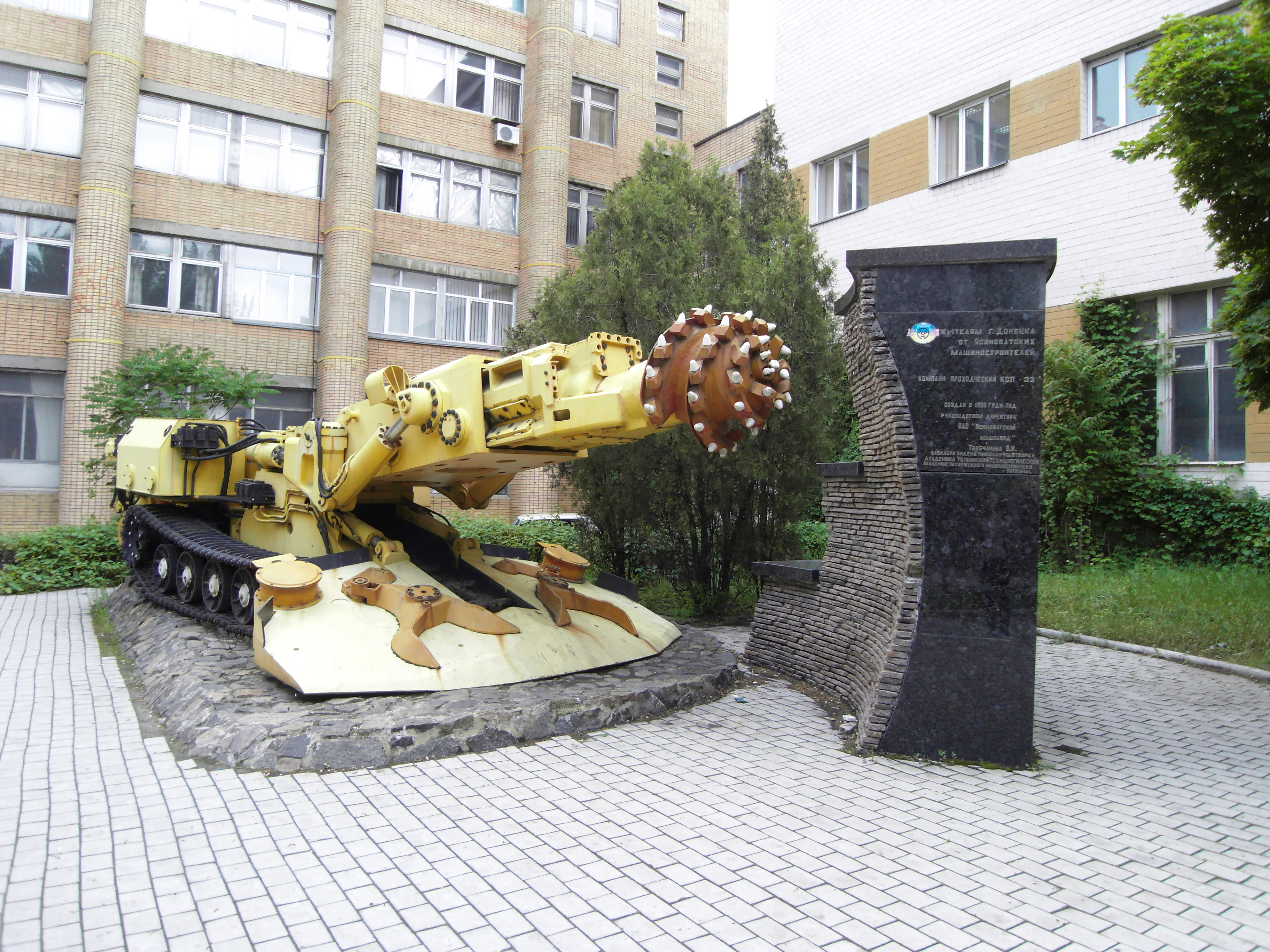
Прохідницький комбайн біля I навчального корпусу ДонНТУ

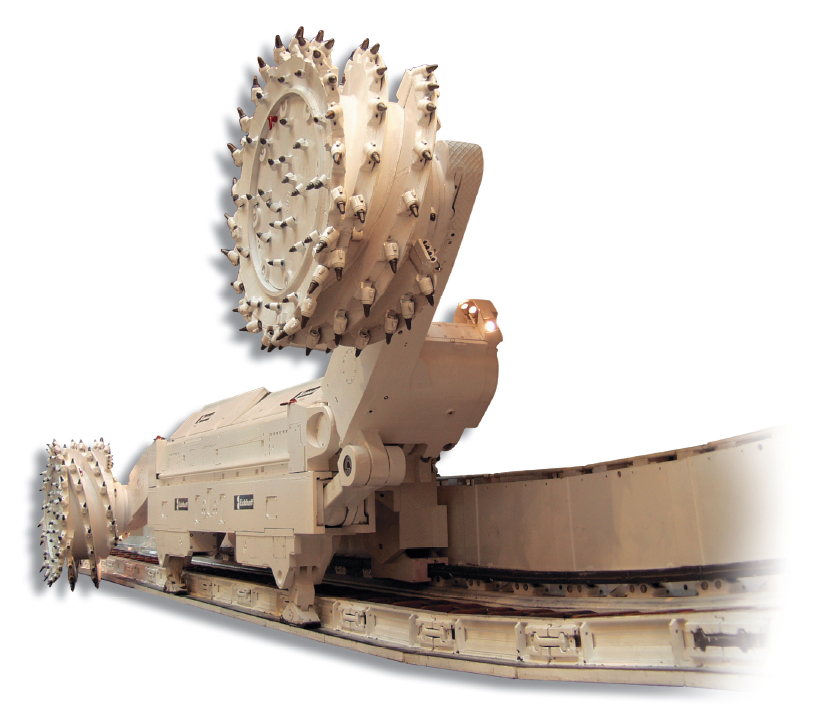
Видобувний гірничий комбайн

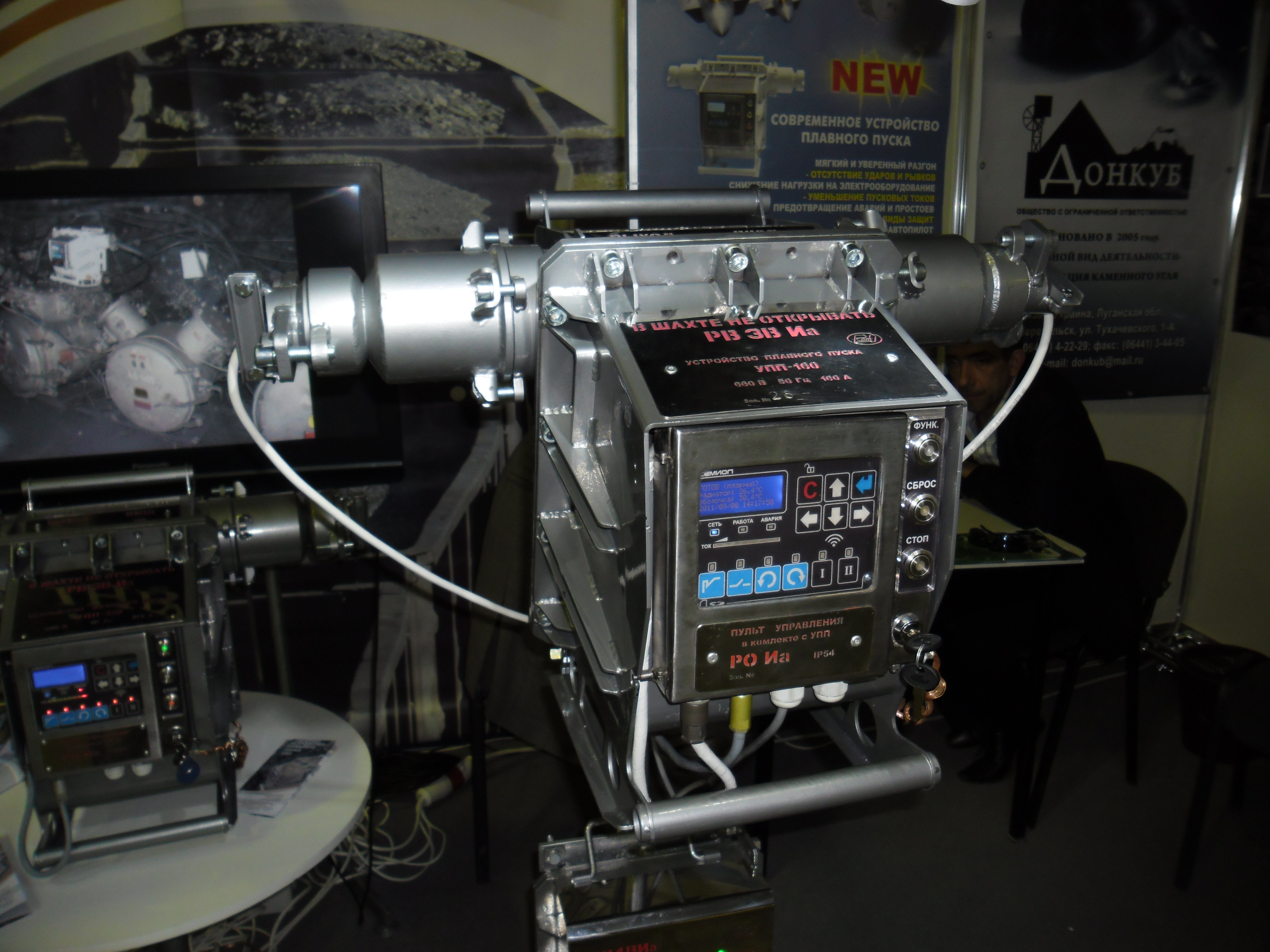
Пульт управління гірничим комбайном.

Гірничий комбайн — комбінована гірнича машина, яка виконує операції відділення від масиву корисної копалини, породи (чи того й того разом) та навантаження їх на транспортні засоби. Основними частинами гірничих комбайнів є шнекові, барабанні або інші робочі органи. 
Перший у світі гірничий комбайн був створений Олексієм Бахмутським у 1932 році в місті Сокологірськ (до 2024 року — Первома́йськ), Луганська область.

## Загальний опис
Для проведення гірничих виробок використовуються прохідницькі комбайни, а для виймання корисної копалини — видобувні (очисні) комбайни. Гірничі комбайни поділяють на флангові, які застосовуються в довгих очисних вибоях на пологих і крутих пластах, і фронтальні — в коротких очисних і підготовчих вибоях на пластах з кутом падіння до 8-10о.
Флангові комбайни — машини циклічної дії; рухаються вздовж вибою по підошві пласта або рамі вибійного конвеєра і послідовно виймають смуги корисної копалини.
У залежності від ширини останніх розрізняють такі флангові очисні комбайни:
- широкозахватні (ширина смуги 1–1,8 м)
- вузькозахватні (до 1 м).

Сучасні шахти оснащуються, як правило, вузькозахватними очисними комбайнами, що дають змогу здійснювати безстоякове підтримання покрівлі біля грудей вибою, використовувати пересувні вибійні конвеєри і пересувне механізоване кріплення. До основних переваг комбайнів (у порівнянні з буропідривним вийманням) належать: скорочення числа і тривалості, підвищення інтенсивності виконання операцій гірничих робіт, полегшення праці робітників, підвищення її продуктивності й безпеки та ін.
Застосування гірничих комбайнів для проходки дає змогу поліпшити якість робіт, значно підвищує швидкість проходження, забезпечує стабільну форму і розміри виробок, підвищує їхню стійкість, скорочує обсяги породи, яка виймається, трудові й матеріальні витрати на кріплення і перекріплення, полегшує встановлення стандартного кріплення.